# 1945 no jornalismo
Nesta página encontrará referências aos acontecimentos directamente relacionados com o jornalismo ocorridos durante o ano de 1945.

## Eventos
- 2 de janeiro - Fundação do jornal desportivo A Bola (Portugal).

## Nascimentos
| Data            | Nome                    | Profissão                                 | Nacionalidade | Observações | Ref   |
| --------------- | ----------------------- | ----------------------------------------- | ------------- | ----------- | ----- |
| 4 de Fevereiro  | Maria João Avillez      | jornalista                                | Portugal      |             |       |
| 12 de fevereiro | Luiz Carlos Alborghetti | jornalista policial, radialista, político | Brasil        | m. 2009     | [ 1 ] |
| 5 de outubro    | Carlos Castro           | jornalista, escritor e cronista social    | Portugal      | m. 2011     |       |
| 12 de outubro   | Hermano Henning         | jornalista                                | Brasil        |             |       |

## Mortes
| Data | Nome | Profissão | Nacionalidade | Observações | Ref |
| ---- | ---- | --------- | ------------- | ----------- | --- |